# أولي كيرنز
أولي كيرنز (بالإنجليزية: Ollie Kearns)‏ هو لاعب كرة قدم بريطاني في مركز الهجوم، ولد في 12 يونيو 1956 في بانبوري في المملكة المتحدة. لعب مع أكسفورد يونايتد وروشدين ودايموندز ونادي ريدنغ ونادي ريكسهام ونادي كيترينغ تاون ونادي هيرفورد ونادي والسول ونادي ووستر سيتي.